# Rusanovići
Rusanovići (cyr. Русановићи) – wieś w Bośni i Hercegowinie, w Republice Serbskiej, w gminie Rogatica. W 2013 roku liczyła 27 mieszkańców.